# 기쁜 우리 젊은 날 (영화)
《기쁜 우리 젊은 날》은 배창호 각색·감독의 1987년 한국 영화이다.

## 줄거리
영민은 연극공연 때마다 혜린에게 익명으로 꽃과 공연사진을 보내곤 한다. 그러나 혜린은 욕망이란 전차를 타기 위해 산부인과 전문의와 결혼을 하고 뉴욕으로 떠난다. 그 후 어느날 영민은 지하철에서 이혼녀인 혜린을 발견한다. 혜린의 상처와 슬픔이 클수록 영민의 사랑은 깊어져 혜린은 결혼을 승낙한다. 하지만 혜린이 임신중독 증세로 위독해지자 영민은 수술을 권하나, 혜린은 진정으로 사랑한 영민의 아이를 낳고자 소망한다.

## 출연
- 안성기 - 영민
- 황신혜 - 혜린
- 최불암 - 영민 아버지 역
- 전무송
- 백송
- 김기범
- 양일민
- 박용팔
- 조주미
- 박예숙
- 주호성
- 조선묵
- 김지영
- 허기호
- 문미봉
- 최용팔
- 추봉
- 나갑성
- 최성관
- 임예심
- 최일
- 안진수
- 김경란
- 정주현

## 수상
- 1987년 제26회 대종상 영화제 수상 녹음상 (이영길)
- 2007년 제1회 서울충무로국제영화제 한국 영화 추억전
- 2015년 제13회 피렌체 한국영화제 상영작